# هانز دومينيك
هانز دومينيك (بالألمانية: Hans Dominik)‏ (و. 1872 – 1945 م) هو كاتب، وكاتب خيال علمي من ألمانيا . ولد في تسويكاو.
توفي في برلين.

## روابط خارجية
- هانز دومينيك على موقع مونزينجر (الألمانية)